# Кіжирово
Кіжи́рово (рос. Кижирово) — присілок у складі Сєверського міського округу Томської області, Росія.
Стара назва — Кіжирова.

## Населення
Населення — 108 осіб (2015; 106 у 2002).
Національний склад (станом на 2002 рік):
- росіяни — 90 %